# گورامی‌های غول‌پیکر
گورامی‌های غول‌پیکر (نام علمی: Osphronemus)، سرده‌ای از گورامی‌های بزرگ است که تنها سرده از زیرخانواده Osphroneminae است. این ماهی‌ها به عنوان گورامی‌های غول‌پیکر شناخته می‌شوند و بومی رودخانه‌ها، دریاچه‌ها، استخرها، مرداب‌ها و دشت‌های سیلابی در جنوب شرقی آسیا هستند، با O. exodon از حوضه مکونگ، O. laticlavius و O. septemfasciatus از بورنئو، در حالی که O. goramy نسبتاً به‌طور گسترده رایج است. O. goramy خارج از محدوده پراکنش بومی خود در آسیا، آفریقا و استرالیا معرفی شده‌است.
همه گونه‌ها به عنوان ماهی خوراکی بسیار ارزشمند هستند که سبب پرورش O. goramy و پرورش O. septemfasciatus می‌شود. گورامی‌های غول‌پیکر در تجارت آکواریوم ظاهر می‌شود، اما آنها بسیار طولانی هستند، احتمالاً تا ۴۰ سال عمر می‌کنند، و به یک مخزن بسیار بزرگ با یک فیلتر قوی نیاز دارند.

## گونه‌ها
اکنون چهار گونه شناخته‌شده در این سرده وجود دارد:
- گورامی فیل‌گوش تایسون آر رابرتس، 1994
- گورامی غول‌پیکر برنار ژرمن دو لاسه‌پد، 1801
- گورامی غول‌پیکر دم‌سرخ تایسون آر رابرتس، 1992
- Osphronemus septemfasciatus تایسون آر رابرتس، 1992